# Марману (Мехединци)
Марману (рум. Marmanu) насеље је у Румунији у округу Мехединци у општини Хусничоара. Oпштина се налази на надморској висини од 315 m.

## Становништво
Према подацима из 2002. године у насељу је живело 26 становника, од којих су сви румунске националности.